# 2018年平昌オリンピックの北朝鮮選手団
2018年平昌オリンピックの北朝鮮選手団（2018ねんピョンチャンオリンピックのきたちょうせんせんしゅだん、朝鮮語: 2018년 평창 올림픽 조선민주주의인민공화국 선수단）は、2018年2月9日から23日まで大韓民国江原道平昌で開催された2018年平昌オリンピックの北朝鮮選手団、およびその競技結果。

## 概要
男子6選手、女子4選手の計10選手が参加した。

## メダル
※この大会でのメダル獲得者はいない
| メダル | 選手名 | 競技 | 種目 |
| ------ | ------ | ---- | ---- |
| 金     |        |      |      |
| 銀     |        |      |      |
| 銅     |        |      |      |

## 種目別選手

### スキー

#### アルペンスキー
- チョ・ミョンガン（英語版）(崔明光)
- カン・ソンイル（英語版）(姜成日)
  - 男子
- キム・リョンヒャン（英語版）(金恵香)
  - 女子

#### クロスカントリースキー
- ハン・チュンギョン（英語版）(韓昌慶)
- パク・イルチョル（英語版）(朴日哲)
  - 男子15kmフリー
- リ・ヨングム（英語版）(李容鉄)
  - 女子10kmフリー

### スケート

#### ショートトラックスピードスケート
- ジョン・カンボム（英語版）(鄭光範)
  - 男子500m
- チョ・ウンソン（英語版）(曹恩成)
  - 男子1500m

#### フィギュアスケート
- リョム・テオク(廉大玉)
- キム・ジュシク(金柱希)
  - ペア